# Rondibilis parvula
Rondibilis parvula är en skalbaggsart som beskrevs av Heller 1923. Rondibilis parvula ingår i släktet Rondibilis och familjen långhorningar.
Artens utbredningsområde är Filippinerna. Inga underarter finns listade i Catalogue of Life.